# جيمس إس. ألبان
جيمس إس. ألبان (بالإنجليزية: James S. Alban)‏ هو محامي وسياسي أمريكي، ولد في 7 أبريل 1810 في مقاطعة جفرسون في الولايات المتحدة، وتوفي في 6 أبريل 1862 في الولايات المتحدة. انتخب عضو مجلس ولاية ويسكونسن.